# Горбатко Віктор Васильович
Віктор Васильович Горбатко́ (рос. Виктор Васильевич Горбатко; 3 грудня 1934 — 17 травня 2017) — льотчик-космонавт СРСР, 1-й набір ВПС. Здійснив три польоти загальною тривалістю 30 діб 12 годин 48 хвилин 21 секунда.

## Життєпис
Народився 3 грудня 1934 року в селищі радгоспу «Вєнци-Заря» Гулькевицького району Краснодарського краю РРФСР.
Помер 17 травня 2017 року у Москві.

### Освіта і наукові звання
1949 року закінчив 7 класів у середній школі № 2 при конезаводі «Восход».
1952 року закінчив 10 класів у середній школі № 4 при біофабриці № 12 Ново-Кубанського району Краснодарського краю.
1953 року закінчив 8му військову авіаційну школу початкового навчання льотчиків в місті Павлоград Дніпропетровської області.
1956 року закінчив Батайське військове авіаційне училище льотчиків (ВАУЛ) ім. А. К. Сєрова в місті Батайськ Ростовської області.
В 1961—1968 роках навчався у Військово-повітряній інженерній академії (ВПІА) ім. М. Є. Жуковського, по закінченні якої отримав кваліфікацію «льотчик-інженер-космонавт».

### Професійна діяльність
З 12 квітня 1993 року працював віце-президентом російсько-українського ТОВ «Фірма „Ал і Ал“».
Останні роки був на пенсії, займався громадською діяльністю.

### Військова служба
1952 року по закінченні школи призваний в Радянську Армію і направлений на льотну підготовку.
З 22 серпня 1956 року служив льотчиком, а з 22 червня 1957 року — старшим льотчиком 86-го Гвардійського винищувального авіаційного полку (ГВАП) 119-ії винищувальної авіаційної дивізії (ВАД) 48-ої Повітряної армії Одеського ВО в МРСР. Служив з Євгеном Хруновим в одній авіаційній ескадрильї.
Після відрахування з загону космонавтів з 28 серпня 1982 по 8 травня 1987 року служив першим заступником голови Спортивного комітету міністерства оборони (МО) з міжнародних спортивних зв'язків і головою бюро Спортивного комітету дружніх армій (СКДА).
З 25 грудня 1987 року був начальником факультету заочного навчання ВПІА ім. М. Є. Жуковського.
29 серпня 1992 року наказом МО РФ звільнений в запас з оголошенням подяки і врученням Почесної грамоти.

### Служба в загоні космонавтів і ЦПК
4 квітня 1961 року призначений на посаду космонавта і отримав кваліфікацію «космонавт ВПС». З 16 січня 1963 року був космонавтом загону космонавтів ЦПК ВПС.
З 14 березня 1966 року був космонавтом 1-го загону ЦПК, а з 30 квітня 1969 року — космонавтом загону космонавтів 1-го відділу 1-го управління ЦПК.
10 березня 1970 року призначений заступником командира загону космонавтів, інструктором-космонавтом 3-го відділу 1-го управління.
З 11 листопада 1971 року був командиром загону космонавтів, заступником начальника 2-го відділу.
З 30 квітня 1974 року був інструктором-космонавтом 2-го відділу 1-го управління.
30 березня 1976 року призначений командиром групи космічних літальних апаратів спецпризначення.
25 січня 1978 року призначений старшим інструктором-космонавтом, заступником начальника 1-го управління з підготовки космонавтів.
25 січня 1982 року призначений інструктором-космонавтом-випробувачем, командиром загону космонавтів.
28 серпня 1982 року відрахований з загону космонавтів у зв'язку з призначенням на нову посаду.

### Космічна підготовка
7 березня 1960 року наказом Головкома ВПС № 267 зарахований слухачем-космонавтом в загін космонавтів ЦПК ВПС (з 6 березня 1961 року — слухач загону слухачів відділу космонавтів ЦПК ВПС).
З 16 березня 1960 по квітень 1961 року пройшов загальнокосмічну підготовку (ЗКП) і 3 квітня 1961 року успішно здав випускні екзамени.
З червня 1964 року проходив підготовку командиром другого (дублерного) екіпажу для польоту за програмою «Вихід» на космічному кораблі «Восход-2» (ЗКД), разом з Євгеном Хруновим. 22 грудня 1964 року перед обертанням на центрифузі при реєстрації фонових електрофізичних показників у нього виявили зміни в електрокардіограмі серця, які свідчили про деяке зниження функціональної діяльності серця. У зв'язку з цим 5 січня 1965 року тимчасово відсторонений від підготовки до польоту (і виведений з екіпажу), і направлений для обстеження в центральний військовий науково-дослідницький авіаційний госпіталь. Після видалення гланд медики зняли претензії до нього, і він знову отримав допуск до спецтренувань.
З травня по листопад 1965 року проходив підготовку другим пілотом для польоту за програмою «Вихід» на космічному кораблі «Восход» (ЗКД) у складі групи. Політ скасовано.
З грудня 1965 по січень 1966 року проходив підготовку другим пілотом першого екіпажу м «Восход-3» (ЗКВ № 6) за військовою програмою разом з Борисом Волиновим. З січня по травень 1966 року проходив підготовку за військовою програмою командиром третього (резервного) екіпажу разом з Георгієм Катисом.
З лютого 1966 по квітень 1967 року проходив підготовку до польоту інженером-дослідником другого (дублерного) екіпажу пасивного космічного корабля «Союз» («Союз-2») за програмою «Стикування» разом з Андріяном Ніколаєвим і Петром Колодіним (замінений у вересні 1966 року Валерієм Кубасовим).
З червня 1967 по грудень 1968 року проходив підготовку інженером-дослідником другого (дублерного) екіпажу пасивного космічного корабля «Союз» за програмою «Стикування» разом з Андріяном Ніколаєвим (замінений у серпні 1968 року на Анатолія Філіпченка) і Валерієм Кубасовим. При старті космічного корабля «Союз-5» 15 січня 1969 року був дублером інженера-дослідника корабля.
З лютого по липень 1969 року проходив підготовку інженера-дослідника основного екіпажу пасивного космічного корабля «Союз» за програмою польоту трьох пілотованих кораблів разом з Анатолієм Філіпченком і Владиславом Волковим. Через затримки польоту з липня по вересень 1969 року продовжував підготовку за тією ж програмою в тому ж екіпажі в режимі підтримування тренованості.
- Перший політ: 4 доби 22 години 40 хвилин 23 секунди. Позивний: «Буран-3».

З 12 по 17 жовтня 1969 року інженером-дослідником космічного корабля «Союз-7» разом з Анатолієм Філіпченком і Владиславом Волковим. Заплановане стикування з «Союзом-8» не відбулось через відмову системи зближення і стикування «Ігла» на космічному кораблі «Союз-8».
З 1971 року проходив підготовку за програмою «Алмаз» спочатку в складі групи, потім з листопада 1971 по квітень 1972 року — в умовному екіпажі разом з Віталієм Жолобовим. У рамках підготовки літав на літаках Як-18, Як-11, навчально-тренувальному винищувачі МіГ-15біс, Л-29, МіГ-17, Іл-14 і вертольоті Мі-8.
У липні-серпні 1974 року здійснював наземний супровід на виробі № 100 («Аналог») під час пілотованого польоту ОПС-101-2 «Алмаз» («Салют-3»).
З січня 1975 по червень 1976 року проходив безпосередню підготовку до польоту на ОПС-103 «Алмаз» («Салют-5») командиром третього (резервного) екіпажу разом з Юрієм Глазковим.
З липня по 30 вересня 1976 року проходив підготовку командиром другого (дублерного) екіпажу за програмою 2ої експедиції на ОПС-103 «Алмаз» («Салют-5») разом з Юрієм Глазковим. При старті космічного корабля «Союз-23» 14 жовтня 1976 року був дублером командира корабля.
З листопада 1976 по січень 1977 року проходив підготовку командира основного екіпажу для польоту на ОПС-103 «Салют-5» за програмою другої основної експедиції разом з Юрієм Глазковим.
- Другий політ: 7 діб 20 годин 43 хвилини 24 секунди. Позивний: «Терек-1».

З 7 по 25 лютого 1977 року командиром космічного корабля «Союз-24» і 2ої основної експедиції (ЕО-2) ОПС-103 «Салют-5» разом з Юрієм Глазковим.
З 22 серпня 1977 по 9 серпня 1978 року проходив підготовку командира дублерного екіпажу експедиції відвідування ДОС «Салют-6», за програмою «Інтеркосмос», разом з Еберхардом Келльнером (НДР). При старті космічного корабля «Союз-31» 26 серпня 1978 року був дублером командира корабля.
З 11 жовтня 1979 по 10 липня 1980 року проходив підготовку командира основного екіпажу експедиції відвідування ДОС «Салют-6», разом з Фам Туаном (СРВ).
- Третій політ:7 діб 20 годин 42 хвилини. Позивний: «Терек-1».

З 23 по 31 липня 1980 року командиром космічного корабля «Союз-37» (посадка на КК «Союз-36») за програмою радянсько-в'єтнамської експедиції відвідування ДОС «Салют-6» разом з Фам Туаном (СРВ).

## Громадсько-політична діяльність

### Товариства дружби
З 1974 до 1992 року очолював Радянсько-Монгольське товариство дружби.
З 1994 року голова Товариства друзів Монголії.
З травня 1986 по лютий 1992 року очолював Союз філателістів СРСР.
З грудня 2001 року голова Всеросійського Союзу філателістів.
Керівник Міждержавного союзу міст-героїв.
З червня 2008 року очолює Товариство дружби Росії і Абхазії.

### Депутатство
З квітня 1989 по грудень 1991 року був депутатом Верховної Ради СРСР від Всесоюзного товариства філателістів.
З травня 1995 по 1999 рік працював радником заступника голови Державної Думи РФ.
В грудні 1995 року балотувався на виборах до Державної Думи РФ ІІ скликання по Пролетарському виборчому округу № 145 міста Ростов-на-Дону кандидатом від виборчого блоку «Власть-народу», але не обрався.
У грудні 1999 року балотувався на виборах до Державної Думи РФ ІІІ скликання за списком виборчого блоку «Российский общенародный союз» (РОС), але не обрався.

### Громадські організації
З лютого 1970 по грудень 1980 року очолював Федерацію парашутного спорту СРСР.
Член президії Федерації космонавтики Росії.
З січня 1995 року був членом правління Московського клубу Героїв Радянського Союзу, Героїв Російської Федерації і повних кавалерів ордена Слави.
З серпня 1998 року був членом правління Асоціації Героїв Радянського Союзу, Героїв Російської Федерації і повних кавалерів ордена Слави.
29 січня 2005 року обраний головою Опікунської Ради Автономної некомерційної організації військовослужбовців, ветеранів колективних миротворчих сил і членів їхніх родин «МИРОТВОРЕЦ». 
Голова Президії Ради з громадських нагород Російської Федерації (громадська організація).
Заступник голови Всеросійської громадської організації ветеранів війни і військової служби.
Віце-президент Міжнародної громадської організації «Міжнародна ліга захисту людської гідності і безпеки».

## Військове звання
Лейтенант (23.06.1956).
Старший лейтенант (06.08.1958).
Капітан (30.08.1960).
Майор (23.03.1963).
Підполковник (30.09.1965).
Полковник (15.10.1969).
Генерал-майор авіації (16.12.1982).
З 07.11.1992 — генерал-майор авіації запасу.

## Почесні звання
Двічі Герой Радянського Союзу (22.10.1969, 05.03.1977).
Льотчик-космонавт СРСР (1969).
Герой Монгольської Народної Республіки (травень 1971).
Герой Праці Соціалістичної Республіки В'єтнам (вересень 1980).

## Класність
Військовий льотчик 3-го класу (16.10.1958).
Військовий льотчик 2-го класу (07.07.1972).
Інструктор парашутно-десантної підготовки (ПДП) ВПС (10.11.1960), виконав понад 120 стрибків.
Космонавт 3-го класу (30.10.1969).
Космонавт 2-го класу (04.03.1977).
Космонавт 1-го класу (08.08.1980).

## Спортивні досягнення
Чемпіон Зоряного містечка з шахів 1967 року і з тенісу 1969 року.

## Нагороди

### Радянські нагороди
Дві медалі «Золота Зірка» Героя Радянського Союзу (1969, 05.03.1977), три ордена Леніна (22.10.1969, 05.03.1977, 1980), орден Червоної Зірки (1961), медаль «За відзнаку в охороні державного кордону» (1977), дві медалі «За освоєння цілинних земель» (1969, 1977), медаль «50 років Радянської міліції» (1969) і десять ювілейних медалей.

### Іноземні нагороди
Медаль «Золота Зірка» Героя МНР і орден Сухе-Батора (МНР, 1971), медаль «Золота Зірка» Героя Праці СРВ і орден Хо Ши Міна І ступеня (СРВ, 1980), орден Бойового Червоного Прапора (МНР, 1974), медаль «Братство по зброї» (НДР, 1979), медаль «25 космічного корабля проголошення НРБ», медаль «За зміцнення братства по зброї» (НРБ), медаль «Братство по зброї» (ПНР), медаль «40 с визволення» (КНДР), медаль «Дружба» (МНР), медаль «50 років Монгольської народної революції» (1971), медаль «60 років Монгольської народної революції» (1981), медаль «50 років Монгольської Народної Армії» (1971), медаль «60 років Монгольської Народної Армії» (1981), медаль «40 років перемоги на Халхін-Голі» (МНР, 1979), медаль «50 років перемоги на Халхін-Голі» (МНР, 1989), медаль «30 років перемоги над японськими мілітаристами» (МНР, 1975).

### Громадська нагорода
2006 року нагороджений орденом Петра Великого (заснований Фондом «Найкращі менеджери нової епохи», вручається за видатні заслуги перед Вітчизною).

## Сімейний стан
- Батько — Горбатко Василь Павлович, (28.08.1902 — 1968), фельдшер-ветеринар конезаводу «Восход».
- Мати — Горбатко (Шмаюнова) Матрьона Олександрівна, (28.11.1901 — 1992), колгоспниця.
- Брат — Горбатко Борис Васильович, (1922—1984), учасник Другої світової війни, механік.
- Сестра — Голікова (Горбатко) Олена Василівна, народилась 15.03.1925, хімік-лаборант, на пенсії.
- Сестра — Сорокіна (Горбатко) Валентина Василівна, (12.01.1927 — 1998), бухгалтер.
- Сестра — Абраменко (Горбатко) Людмила Василівна, народилась 14.10.1939, агроном, на пенсії.
- Дружина (перша) — Горбатко (Ординська) Валентина Павлівна, (13.10.1935 — 16.09.1997), лікар-гінеколог.
- Дочка — Горбатко Ірина Вікторівна, народилась 09.10.1957, економіст, науковий співробітник Меморіального музею космонавтики.
- Дочка — Горбатко Марина Вікторівна, народилась 04.04.1960, економіст.
- Дружина (друга) — Любимова Алла Вікторівна, народилась 25.03.1949, лікар-педіатр.

## Захоплення
Філателія, теніс, полювання, риболовля, історія космонавтики, література, кіно.

## Поховання
Похований 19 травня 2017 року на військовому меморіальному кладовищі у Митищах під Москвою.